# OFK Gradina Srebrenik
El OFK Gradina es un club de fútbol de Srebrenik, Bosnia y Herzegovina. Fue fundado en 1963, disputa sus partidos como local en el Gradski Stadion y juega en la Premijer Liga.

## Entrenadores
- Samir Adanalić (ago 2012)
- Denis Sadiković (ago 2012–sep 12)
- Boris Gavran (sep 2012)
- Nedžad Bajrović (sep 2012-oct 12)
- Fuad Grbešić (oct 2012- )